# Mit Navn er Steen
"Mit Navn er Steen" er en sang fra 1971 af den danske sanger Per Juul. En animationsvideo fra 2007 med sangen har over 3 millioner visninger på YouTube.